# Кинтана, Уго Лоренсо
Уго Лоренсо Кинтана Эскобар (исп. Hugo Lorenzo Quintana Escobar; род. 10 ноября 2001, Асунсьон) — парагвайский футболист, полузащитник клуба «Олимпия».

## Клубная карьера
Кинтана — воспитанник столичного клуба «Олимпия». 29 апреля 2018 года в матче против столичного «Спортиво Лукеньо» он дебютировал в парагвайской Примере. 16 октября в поединке против «Депортиво Сантани» Уго забил свой первый гол за «Олимпию». В своём дебютном сезоне он помог клубу выиграть чемпионат. В начале 2020 года Кинтана на правах аренды перешёл в 12 октября. 25 января в матче против «Спортиво Сан-Лоренсо» он дебютировал за новую команду. Детом того же года Уго был арендован бразильским клубом «Палмейрас», но так и не дебютировал за основной состав и вернулся в «Олимпию». 25 июля 2021 года в матче Кубка Либертадорес против венесуэльского «Депортиво Тачира» он забил гол. 

## Международная карьера
В 2019 году в составе молодёжной сборной Парагвая Кинтана принял участие в молодёжном чемпионате Южной Америки в Чили. На турнире он сыграл в матчах против команд Эквадора.

## Достижения
Клубные
 «Олимпия»
- Победитель парагвайской Примеры (4) — Апертура 2018, Клаусура 2018, Апертура 2019, Клаусура 2019